# 6293 Oberpfalz
A 6293 Oberpfalz (ideiglenes jelöléssel 1987 WV1) a Naprendszer kisbolygóövében található aszteroida. Freimut Börngen fedezte fel 1987. november 26-án.